# Les Collines-de-l’Outaouais
Les Collines-de-l’Outaouais – regionalna gmina hrabstwa (MRC) w regionie administracyjnym Outaouais prowincji Quebec, w Kanadzie. Stolicą jest miejscowość Chelsea. Składa się z 7 gmin (municipalités).
Les Collines-de-l’Outaouais ma 46 393 mieszkańców. Język francuski jest językiem ojczystym dla 73,4%, angielski dla 24,2% mieszkańców (2011).